# Goniopteroloba solivaga
Goniopteroloba solivaga är en fjärilsart som beskrevs av Louis Beethoven Prout 1932. Goniopteroloba solivaga ingår i släktet Goniopteroloba och familjen mätare. Inga underarter finns listade i Catalogue of Life.